# S20-as személyvonat
Az S20-as személyvonat egy budapesti elővárosi és távolsági vonat, amely 2014. december 14-től 2024. december 14-ig közlekedett ezen a viszonylatszámmal a budapesti Nyugati pályaudvar és Szeged vasútállomás között. Vonatszáma négyjegyű, 70-nel kezdődött.

## Története
2013-ban elkezdték bevezetni a viszonylatjelzéseket a budapesti vasútvonalakon. Az augusztusi próbaüzemet követően december 15-től a Déli pályaudvarra érkező összes vonat S-, G- vagy Z- előtagot (Személy, Gyors, Zónázó) és kétjegyű számból álló utótagot kapott. Utóbbit a vasútvonal számozása alapján. A 2014-ben országosan kibővített rendszerbe később felvették a naponta egyszer, Budapest és Szeged közt közlekedő személyvonatot is S20-as néven. A számozás a 140-es számú vasútvonalra utal, aminek "40-es" részét osztották kettővel, így lett S20-as.
2022. április 3-tól a Szegedről induló gyorsvonat S20-as jelzéssel közlekedik.
2023. augusztus 28-tól a reggeli járatok megállási és indulási rendje módosult. A hajnali Budapestről Szegedre induló járat helyett az új később induló Napfény InterCity közlekedik, illetve a Ceglédről Kiskunfélegyházára induló személyvonat meghosszabbított útvonalon Budapestről indul, ami minden állomáson és megállóhelyen megáll. A Szegedről Budapestre közlekedő vonat InterCityként közlekedik. A Budapestről Kecskemétre közlekedő személyvonat S20-as jelzéssel közlekedik, mely pénteki és szombati napokon Szegedig közlekedik. A kecskeméti járatok továbbra is jelzés nélküli személyvonatként közlekednek.
2024. december 15-től (2024-2025) menetrendváltásban az S20-as vonatok sebesvonat (S) nemben közlekednek tovább. Az utolsó járat december 14-én közlekedett.

## Útvonala
A vonat naponta egyszer, Budapestről Szegedre közlekedett Stadler FLIRT motorvonattal mint S20-as személyvonat. A sebesvonat a 2024–2025-ös menetrendváltástól kezdődően (a megszokott módon és Stadler FLIRT motorvonattal) 22:00-kor indul a Nyugati pályaudvarról Szegedre, majd másnap 3:25-kor indul vissza Szegedről a Nyugati pályaudvarra.
| 0   | Budapest-Nyugati végállomás | 148 | 9, 26, 91, 191, 226, 291 4, 6 72, 73 S21 , S50 , Z50 , S70 , G70 , Z70 , S71 , G71 , S72 , Z72 , IC, EC, EN, sebesvonat                                                                              |
| 6   | Zugló                       | 140 | 5, 7, 7E, 8E, 108E, 110, 112, 133E 1, 1A 72 S21 , S50 , G50 , Z50 , IC, sebesvonat |
| 11  | Kőbánya alsó                | ∫   | 9, 95, 117, 151, 162, 185, 195, 217, 217E, 262 3, 28, 28A, 62, 62A 75 S21 , S50 , G50 , Z50 |
| 15  | Kőbánya-Kispest             | 132 | 68, 85, 85E, 93, 93A, 98, 98E, 132E, 136, 148, 151, 182, 182A, 184, 193E, 200E, 202E, 268, 282E, 284E 575, 576, 577, 578, 580, 581 S21 , S36 , G43 , S50 , G50 , Z50 , IC, sebesvonat, expresszvonat |
| 19  | Pestszentlőrinc             | ∫   | 36, 98, 98E, 200E, 217, 217E S50 |
| 21  | Szemeretelep                | ∫   | 93, 183, 200E S50 |
| 24  | Ferihegy                    | 126 | 166, 200E, 236, 236A, 266 575, 576, 578, 580, 581 S50 , Z50 , IC, sebesvonat, expresszvonat |
| 28  | Vecsés                      | ∫   | 576, 577, 578 Helyi busz S36 , G43 , S50 |
| 31  | Vecsés-Kertekalja           | ∫   | S50 , Z50 |
| 36  | Üllő                        | ∫   | S36 , G43 , S50 |
| 40  | Hosszúberek-Péteri          | ∫   | 512 S50 |
| 45  | Monor                       | ∫   | 513, 514, 515, 516, 517, 518, 585, 586, 587, 590, 591, 595 S50 , G50 , Z50 |
| 51  | Monorierdő                  | ∫   | 588 S50 , G50 , Z50 |
| 55  | Pilis                       | ∫   | 590, 591, 595 S50 , G50 , Z50 |
| 61  | Albertirsa                  | ∫   | 564, 565, 567, 569, 570 S50 , G50 , Z50 |
| 65  | Ceglédbercel                | ∫   | S50 , Z50 |
| 68  | Ceglédbercel-Cserő          | ∫   | 564, 565 S50 , Z50 |
| 72  | Budai út                    | ∫   | S50 , Z50 |
| 78  | Cegléd                      | 90  | 520, 521, 522, 525, 526, 528, 531, 535, 537, 539, 540, 541, 542, 550, 552, 553, 555, 556, 558, 559, 560, 561, 562, 564, 565, 566 S50 , G50 , Z50 , IC, sebesvonat, expresszvonat                     |
| 101 | Nyársapát                   | 81  | 547, 550, 552, 556 |
| 107 | Nagykőrös                   | 76  | 549 IC |
| 115 | Katonatelep                 | ∫   | 23, 23A |
| 122 | Kecskemét                   | 64  | 550, 551, 553, 555, 5245 1080, 1081, 1085, 1087, 1090, 1092, 1348, 1362, 1376 1, 2D, 2S, 7, 7C, 12D, 15, 18, 19, 20H, 21, 21D, 22, 23, 23A, 25, 32 S210 , S220 , IC, InterRégió                      |
| 132 | Városföld                   | ∫   | InterRégió |
| 136 | Kunszállás                  | ∫   | 5217, 5279 InterRégió |
| 147 | Kiskunfélegyháza            | 47  | 5216, 5217, 5264, 5265, 5266, 5267, 5268, 5270, 5271 IC, InterRégió |
| ∫   | Selymes                     | 41  | |
| ∫   | Petőfiszállás               | 37  | |
| 167 | Kistelek                    | 24  | 5064 IC |
| 178 | Szatymaz                    | 14  | 5059, 5060, 5061, 5062 IC |
| 192 | Szeged végállomás           | 0   | 1, 2 20, 21, 77, 90 5000, 5004, 5005, 5007, 5008, 5010, 5012, 5015, 5020, 5022, 5034, 5189, 5190 IC                                                                                                  |